# Imperia (Ligurien)
Imperia (im Ligurischen auch: Impè-ia) ist eine italienische Hafenstadt mit 42.490 Einwohnern (Stand 31. Dezember 2023) in Ligurien an der Riviera di Ponente und Hauptstadt der Provinz Imperia. Sie liegt an der Römerstraße Via Aurelia, welche die italienische Hauptstadt Rom mit dem französischen Arles verbindet.
Das östlich gelegene Oneglia ([ɔːˈnɛʎa]; alter Dialektname Ineja) ist mit seinem Wirtschaftshafen und seiner Lebensmittelindustrie (hauptsächlich Oliven und Pasta) der modernere Stadtteil. Das alte Porto Maurizio (alter Dialektname Pòrto Moriçio) mit seinem Yachthafen im Westen Oneglias ist ähnlich verwinkelt wie das 25 Kilometer westlich gelegene Sanremo und weist einige monumentale historische Gebäude auf. Bestimmten in der Vergangenheit fast ausschließlich der Fischfang und der Tourismus das Stadtbild, so ist heute eine Verschiebung hin zum Dienstleistungssektor zu erkennen. Geteilt werden diese beiden Stadtteile durch den Fluss Impero, Namensgeber der heutigen Stadt. Zu dem administrativen Zusammenschluss der beiden Gemeinden sowie der umliegenden Dörfer kam es 1923.
In Imperia wird von altersher Ligurisch gesprochen. Dabei bestehen einige Unterschiede in Wortschatz und Aussprache zwischen den Stadtteilen Porto Maurizio, in dem der Dialekt eher dem Intemelio ähnelt, und Oneglia, wo die piemontesische Herrschaft Spuren hinterlassen hat. Mit dem Eintreten der verstärkten Binnenmigration aus Süditalien zu Beginn der 1960er Jahre wurde der Dialekt mit vielen italienischen Begriffen durchsetzt und ist heute weitestgehend auf die ältere Bevölkerungsgruppe beschränkt.

## Geografie
Die Stadt besteht aus den beiden ehemals unabhängigen Stadtteilen Oneglia und Porto Maurizio sowie den umliegenden Dörfern Artallo, Borgo Sant’Agata, Borgo d’Oneglia, Cantalupo, Caramagna Ligure, Castelvecchio di Santa Maria Maggiore, Clavi, Costa d’Oneglia, Massabovi, Moltedo Superiore, Montegrazie, Oliveto, Piani, Poggi und Torrazza.

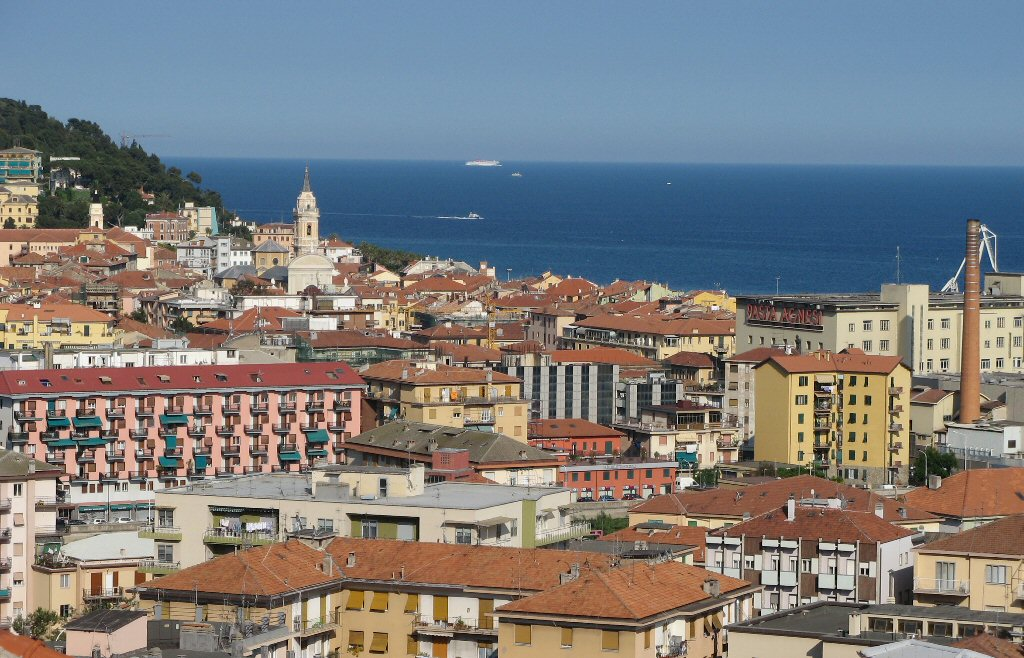
Oneglia

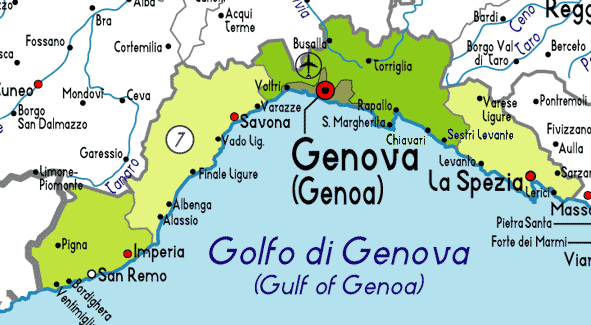
Lage von Imperia in Ligurien (links unten)

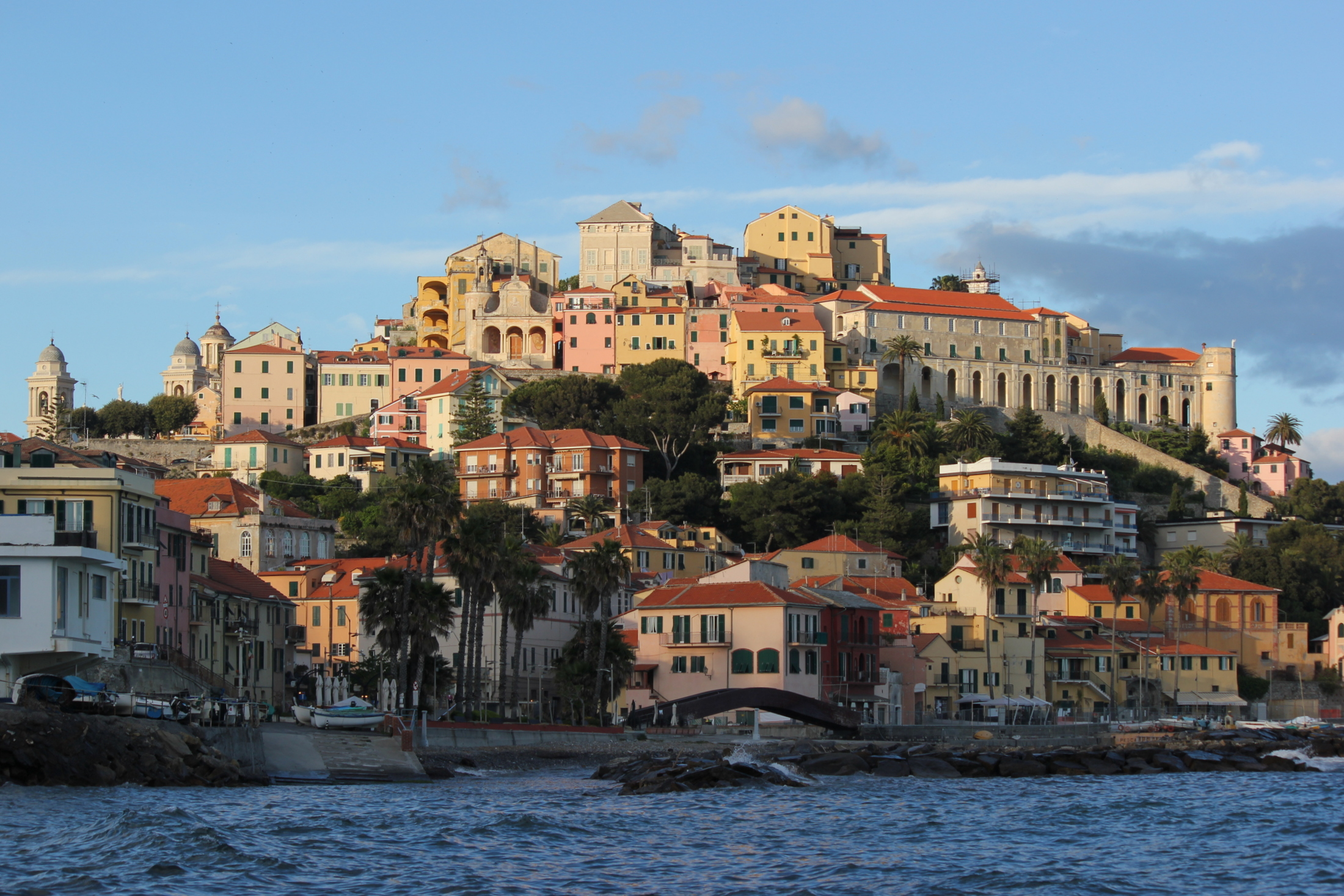
Porto Maurizio

Oneglia, östlich des Impero gelegen, ist der großflächigste und höchstgelegene Stadtteil und erstreckt sich in die kurze Schwemmlandebene am linken Mündungsufer des Torrente Impero. Zentrum ist die Piazza Dante, von der einige der modernen Hauptstraßen ausgehen. Der im Gegensatz zu Porto Maurizio stärker industrialisierte Stadtteil, ist charakterisiert durch eine von piemontesischen Einflüssen geprägte Architektur. Das Zentrum von Oneglia ist kommerzieller als Porto Maurizio und zeichnet sich durch seine piemontesische Architektur aus (die eindeutig von den Säulengängen der Via Roma und der Piazza San Carlo in Turin inspiriert ist), ein Erbe aus der Zeit, als es zu den Territorien der Savoyen und des Königreichs Sardinien gehörte. Unmittelbar nördlich von Oneglia liegt das antike Dorf Castelvecchio mit der Wallfahrtskirche Santa Maria Maggiore. Im Mittelalter befand sich an deren Stelle eine imposante Burg mit mehreren Wachtürmen, die über die Jahrhunderte mehrmals angegriffen und zerstört wurde. Dies veranlasste die Bewohner dazu, ins friedliche Umland und ans Meer zu ziehen. Hier entstand die erste Gemeinde von Oneglia, deren Name von einer ausgedehnten Ulmenplantage abgeleitet ist.
Porto Maurizio, im Westen des Impero, befindet sich auf einer Landzunge zur Linken der Mündung des Sturzbaches Caramagna und erstreckt sich entlang der Küste des Ligurischen Meeres. Es hat eine hauptsächlich residenziale und touristische Prägung und weist eine Vielzahl pittoresker Gässchen (Vicoli und Creuze) und prächtiger Palazzi auf.
Die im Zentrum der Blumenriviera befindliche umliegende Landschaft ist von kurzen, orthogonal zur Küste verlaufenden Tälern charakterisiert. In diesen haben sich eine Vielzahl von Siedlungen entwickelt, deren ursprüngliche Struktur sich bis in die heutige Zeit fast gänzlich unverändert erhalten hat.
Die Olivenbaumkulturen, die im 12. Jahrhundert eingeführt wurden, haben die Geschichte des imperischen Territoriums stark geprägt, so wie es in den folgenden Jahrhunderten die Blumenzucht und der Tourismus tun sollten. Die auf Terrassen kultivierten Olivenbäume und die charakteristischen Trockenmauern sind heute noch das dominierende Element in der Landschaft.
Die Entfernung zum nordöstlich gelegenen Genua beträgt etwa 120 Kilometer, Ventimiglia nahe der Grenze zu Frankreich liegt etwa 50 Kilometer westlich.
Nach der italienischen Klassifizierung bezüglich seismischer Aktivität wurde Imperia der Zone 2 zugeordnet. Das bedeutet, dass in der Region Erdbeben mit mittlerer bis hoher Häufigkeit auftreten.

## Geschichte von Oneglia und Porto Maurizio

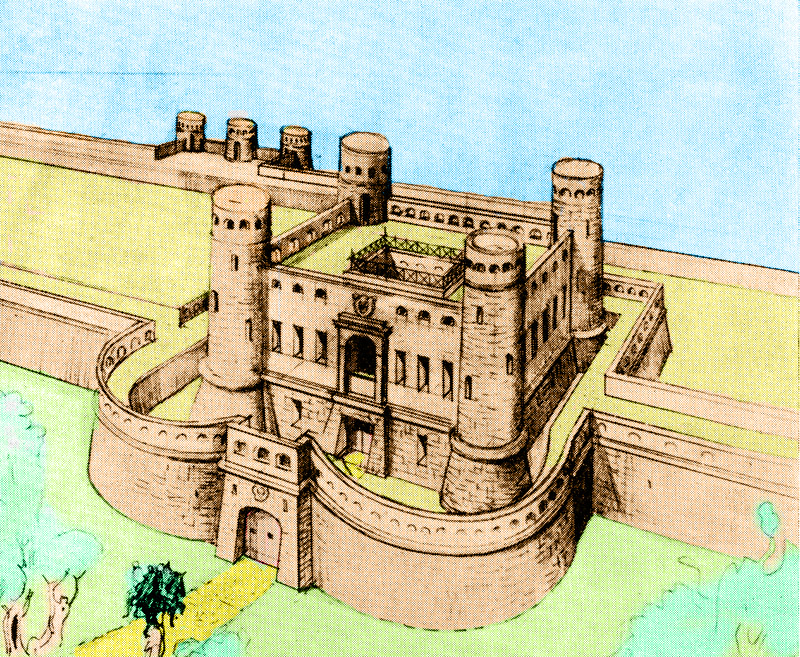
Rekonstruktion des Schlosses Oneglia der Familie Doria

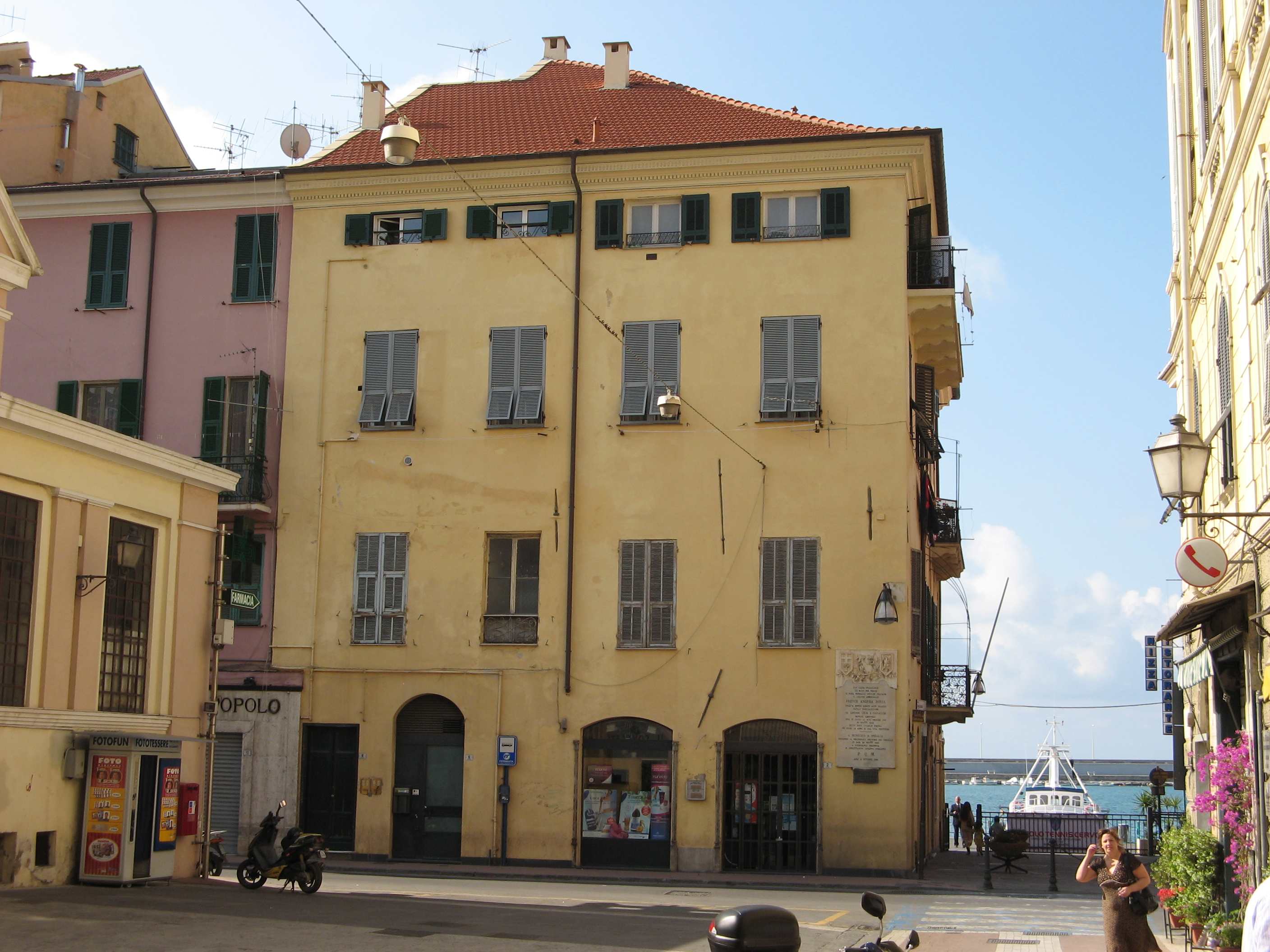
Geburtshaus des Andrea Doria in Oneglia

Im 11. Jahrhundert geriet Oneglia unter die Herrschaft der Bischöfe von Albenga. Porto Maurizio wurde unter Olderico Manfredi, Herrscher der Marca Turin, und seiner Tochter Adelaide zum Lehen des Benediktinerordens. 1091 übernahmen die Grafen von Clavesana, Erben Adelaide Manfredis, die Herrschaft über Porto Maurizio und proklamierten eine Republik (mit San Maurizio, San Giorgio di Torrazza und San Tommaso di Dolcedo). San Maurizio wurde Schutzheiliger. Genua unterwarf 1184 Porto Maurizio gegen den fortgesetzten Widerstand seiner Bewohner. Im Krieg zwischen Porto Maurizio und Oneglia 1200 intervenierte die Republik Genua. Der Impero wurde daraufhin zum Grenzfluss und gehörte fortan zu Porto Maurizio. 1241 wurde Porto Maurizio genuesischer Vikarssitz für die Ponente. Am 30. Januar 1298 verkauften die Bischöfe von Albenga Oneglia für 11.000 Lire an die Genuesen Nicolò und Federico Doria.
1576 kaufte Emanuele Filiberto von Savoyen Oneglia den Doria ab und machte es zum Brückenkopf Savoyens gegen das genuesische Porto Maurizio. Von Spanien wurde Oneglia im 17. Jahrhundert belagert und erobert. 1745 besetzte Frankreich Porto Maurizio, 1746 besetzte Piemont den Ort. Oneglia wurde 1794 von der französischen Revolutionsarmee geplündert. 1805 fiel Porto Maurizio wieder an Frankreich. Durch die Vereinigung Savoyens und Liguriens wurden beide Städte 1815 Teil des Königreichs Sardinien-Piemont. Oneglia wurde Provinzhauptstadt. Sie erhielt 1841 den Titel „città fedelissima“ (dt. „treuste Stadt“) des Königreichs Sardinien-Piemont. 1860 wurde Porto Maurizio Provinzhauptstadt (bis 1923). Zusammen mit ganz Ligurien wurden Oneglia und Porto Maurizio 1861 Bestandteile des Königreichs Italien unter Vittorio Emanuele II. von Savoyen. Am 21. Oktober 1923 entstand die Stadt unter Benito Mussolini aus der Vereinigung der beiden ehemals unabhängigen Stadtgemeinden Oneglia und Porto Maurizio sowie der umliegenden Dorfgemeinden Piani, Caramagna Ligure, Castelvecchio di Santa Maria Maggiore, Borgo Sant’Agata, Costa d’Oneglia, Poggi, Torrazza, Moltedo und Montegrazie.

## Politik
Imperia ist trotz seiner geringen Größe stets ein Schauplatz lebendigen politischen und kulturellen Austausches gewesen. Das Wahlverhalten der Imperiesi kann weitestgehend als zentristisch beschrieben werden, und oft sind politische Phänomene von Imperia ausgehend auf die nationale Ebene übertragen worden. Während des Biennio rosso fanden in Oneglia zahlreiche Streiks und Demonstrationen statt. Zudem stammen viele Partisanen, darunter der Autor des Partisanenliedes Fischia il vento Felice Cascione, aus diesem Stadtteil. Später, in den 1960er Jahren, war die Studentenbewegung in den Schulen der Stadt aktiv.
Amtierender Oberbürgermeister ist seit 2013 Carlo Capacci. Seit ungefähr einem Jahrzehnt hat sich das Wahlverhalten der Einwohner in das rechte politische Spektrum verschoben und Imperia gilt seither als Hochburg der politischen Rechten.

## Kultur und Sehenswürdigkeiten

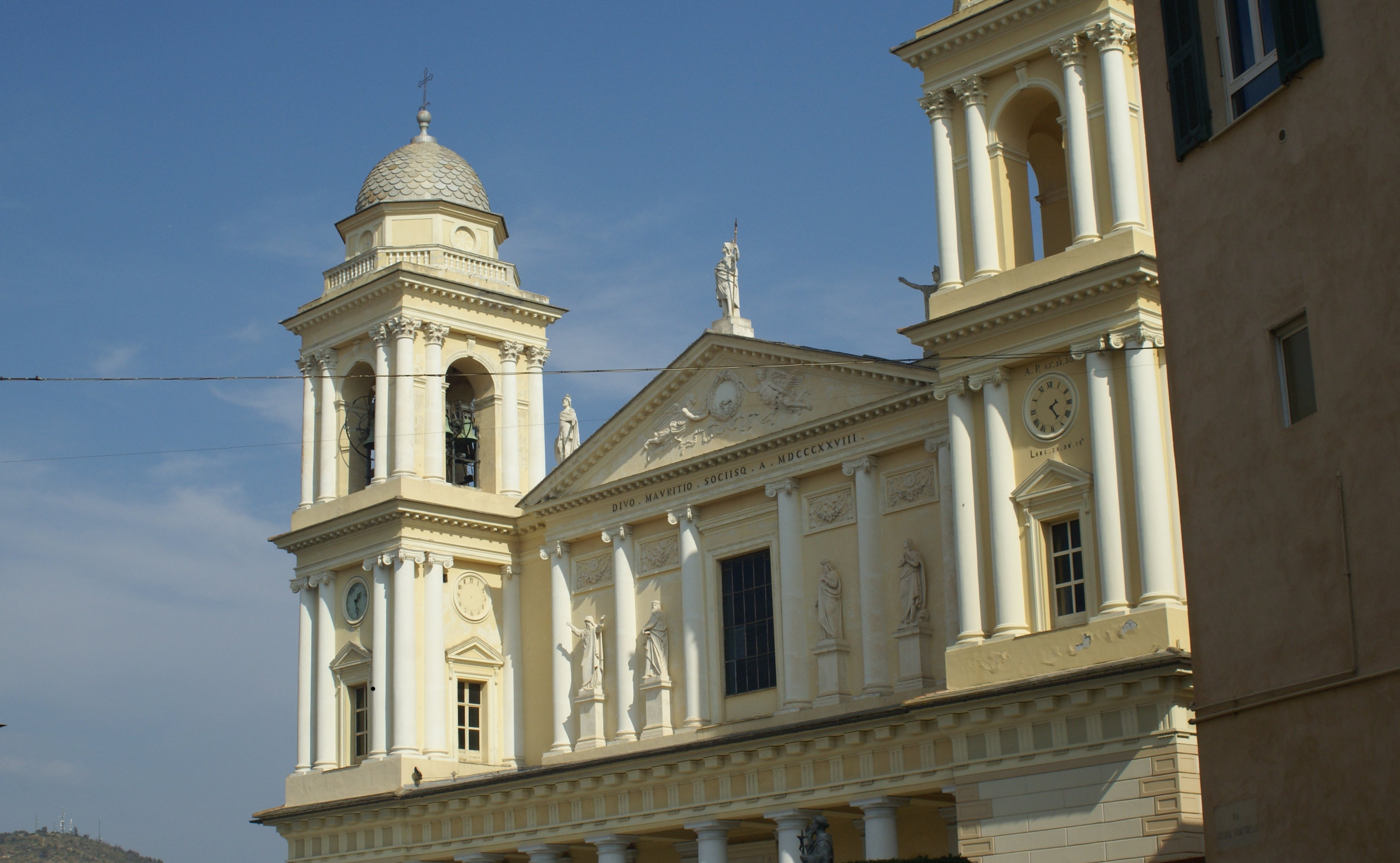
Der Dom im Stadtteil Porto Maurizio

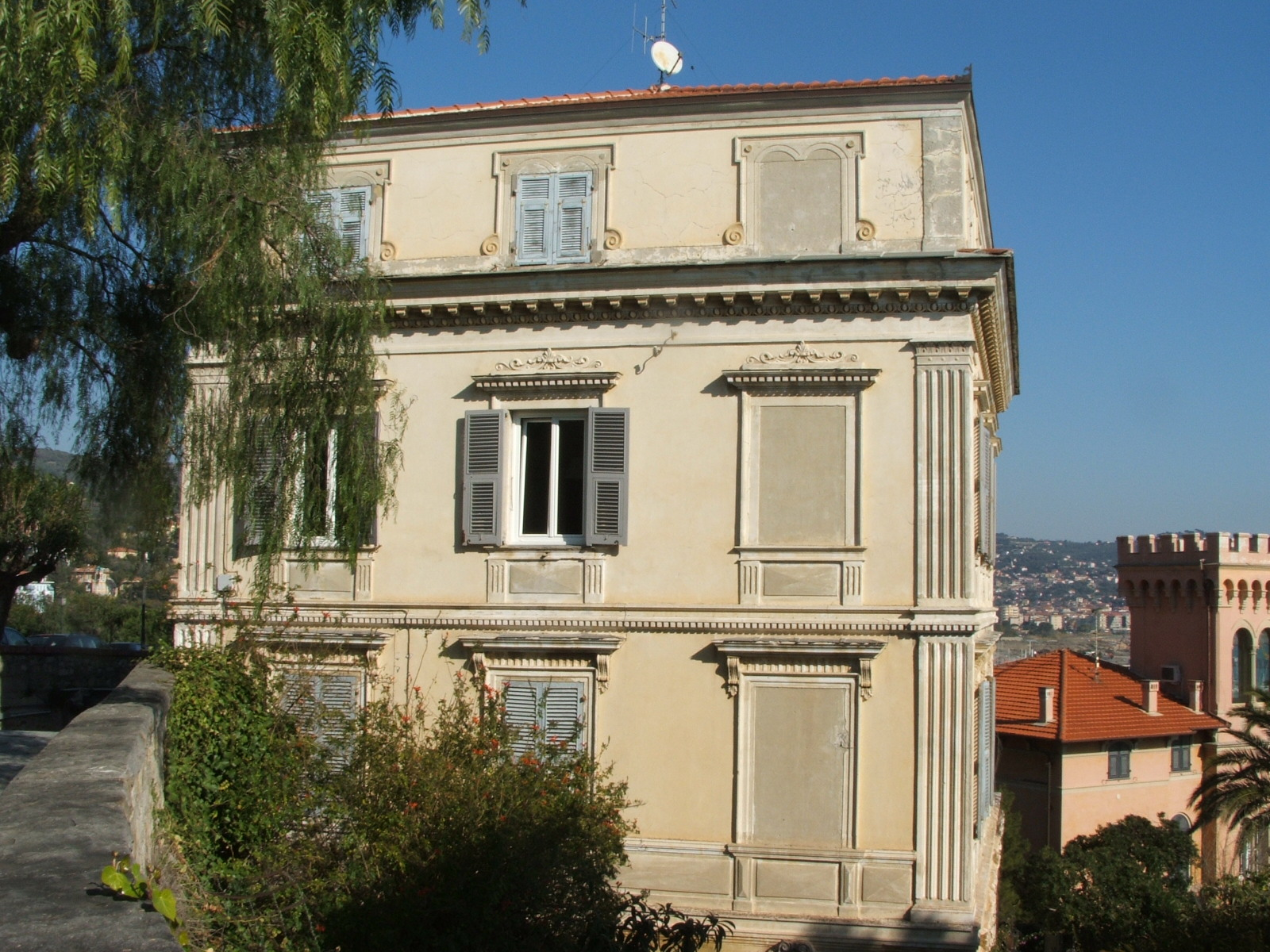
Geburtshaus von Giulio Natta

Seit den 1960er Jahren existiert das Cineforum di Imperia, ein Filmforum mit mittlerweile 800 Mitgliedern und Organisator des VideoFestival Imperia.
Im Jahr 1963 gründete Emilio Lepre den Coro Mongioje di Imperia. In Folge ging die Leitung des Chores an Guido Gorlero und seit 1977 an Elio Guglieri über.
Seit 2005 besteht in Imperia auch ein Kontrollkomitat für die Sichtung paranormaler Phänomene. Es beruft sich auf das von Piero Angela im Jahre 1989 gegründete Comitato Italiano per il Controllo delle Affermazioni sul Paranormale (CICAP).

### Porto Maurizio
- Die klassizistische Basilika San Maurizio wurde 1781 bis 1832 von dem Architekten Gaetano Cantone errichtet und ist die größte Kirche Liguriens.
- Die Altstadt liegt auf dem Hügel Parasio.
- Das Kloster Santa Chiara wurde 1365 gegründet, der heutige Bau stammt von 1741.

### Oneglia
- Die Gärten der Villa Grock sind heute öffentlich zugänglich, das Haus des berühmten Clowns soll ein Konferenz- und Kulturzentrum werden.
- Das Museo dell’Olivo zeigt alles zum Thema Oliven.
- Die Kirche S. Giovanni Battista wurde 1739–1762 durch den Architekten Gaetano Amoretti errichtet, die Fassade entstand 1832–1838.

## Wirtschaft und Infrastruktur
Obwohl sehr reizvoll, ist Imperia keine Touristenstadt, sondern eine authentische kleine Küstenstadt mit einigen industriellen Strukturen, die aber immer mehr zu Gunsten des Freizeit- und Erholungsbereichs an Bedeutung verlieren. Zwischen Porto Maurizio und Oneglia entsteht zum Beispiel einer der größten Jachthäfen der Küste.
Imperia ist einer der Hauptumschlagplätze für Olivenöl in Italien. Neben den Großabfüllern von Olivenöl gibt es einige kleine Erzeuger im Umland von Imperia mit Spitzenprodukten auf diesem Gebiet.
Die antike Römerstraße Via Julia Augusta führte parallel zum Küstenverlauf von Genua in das damalige Gallien. Dahinzu kam im Mittelalter die Via Marenca, die das ligurische Hinterland erschloss und eine Verbindung über die Alpen in das Piemont herstellte. Der Großteil des Handels und des Verkehrs verlief jedoch über den Meeresweg.
Die aktuellen Verkehrsverbindungen sind hingegen:
- die Autobahn A10 (Autostrada dei Fiori), von der französischen Grenze führend bindet sie bei Savona an das weitere italienische Autobahnnetz an
- die Staatsstraße 1 Via Aurelia, die dem Küstenverlauf folgend ungefähr deckungsgleich mit der antiken Via Aurelia ist
- die Staatsstraße SS 28 in Richtung Turin
- die Bahnstrecke Genova–Ventimiglia, die sich teilweise noch im Ausbau befindet.

Die Meereshandelsrouten haben im letzten Jahrhundert einen starken Rückgang erfahren, mit Auswirkung auch auf den Handelshafen von Oneglia. Der neue Yachthafen, der sich noch in der Konstruktion befindet, soll diese Entwicklung zumindest teilweise abfangen. Zugleich wird zwischen der Bucht von Oneglia und der Flussmündung des Impero der Handelshafen ausgebaut.

## Partnerstädte
- Mandelieu-la-Napoule, Frankreich
- Newport, USA
- Rosario, Argentinien
- Friedrichshafen, Deutschland

## Söhne und Töchter der Stadt
- Andrea Doria (1466–1560), genuesischer Admiral und Fürst von Melfi
- Leonhard von Porto Maurizio OFM (1676–1751), Franziskaner-Minorit und Prediger
- Carlo Amoretti (1741–1816), Gelehrter
- Maria Amoretti (1756–1787), Nichte von Carlo Amoretti, namhafte Juristin und erste promovierte Frau Italiens
- Edmondo De Amicis (1846–1908), Schriftsteller
- Giulio Natta (1903–1979), Chemiker, Nobelpreisträger 1963
- Nino Lamboglia (1912–1977), Archäologe
- Ismaele Mario Castellano (1913–2007), Erzbischof
- Luciano Angeloni (1917–1996), Erzbischof und Diplomat
- Alessandro Natta (1918–2001), Bruder von Giulio Natta, Politiker und Generalsekretär der Kommunistischen Partei Italiens (PCI) von 1984 bis 1988
- Luciano Berio (1925–2003), Komponist, einer der Pioniere der elektronischen Musik
- Claudio Scajola (* 1948), Politiker
- Carlo Gentile (* 1960), Neuzeithistoriker
- Davide Massa (* 1981), Fußballschiedsrichter
- Cristiano Salerno (* 1985), Radrennfahrer
- Giulia Gorlero (* 1990), Wasserballspielerin
- Giulia Emmolo (* 1991), Wasserballspielerin
- Samuele Privitera (2005–2025), Radrennfahrer